# Liste des épisodes de That '70s Show

Cette page recense la liste des épisodes de la série télévisée That '70s Show.

## Première saison (1998-1999)
1. Éric, Donna, Fez et les autres (Pilot)
2. L'Anniversaire d'Éric (Eric's Birthday)
3. À poil ! (Streaking)
4. La Guerre des sexes (Battle of the Sexists)
5. Éric, le roi du hamburger (Eric's Burger Job)
6. La Fête (The Keg)
7. La Fièvre disco (That Disco Episode)
8. Soirée au drive-in (Drive-In)
9. Thanksgiving (Thanksgiving)
10. Un dimanche idyllique (Sunday, Bloody Sunday)
11. Le Petit Copain d'Éric (Eric's Buddy)
12. Joyeux Noël (The Best Christmas Ever)
13. Un week-end mouvementé (Ski Trip)
14. La Voiture volée (Stolen Car)
15. Le catch, c'est bath (That Wrestling Show)
16. Une soirée inoubliable (The First Date)
17. La Pilule (The Pill)
18. La Journée des parents (The Career Day)
19. Le Bal de fin d'année (Prom Night)
20. Un nouvel espoir (A New Hope)
21. Château d'eau (Water Tower)
22. La Punkette (Punk Chick)
23. Grand-mère est morte (Grandma's Dead)
24. Hyde s'installe (Hyde Moves In)
25. Le Fils préféré (The Good Son)

## Deuxième saison (1999-2000)
1. Le Vide-grenier (Garage Sale)
2. Le Dernier Jour de Red (Red's Last Day)
3. Glamour et rock'n'roll (The Velvet Rope)
4. Laurie et son professeur (Laurie and the Professor)
5. Halloween (Halloween)
6. Vanstock (Van Stock)
7. L'amour, c'est du gâteau (I Love Cake)
8. Donna fait le mur (Donna and Eric Sleepover)
9. Éric se fait virer (Eric Gets Suspended)
10. L'Anniversaire de Red (Red's Birthday)
11. Laurie déménage (Laurie Moves Out)
12. Le Magot d'Éric (Eric's Stash)
13. La Chasse (Hunting)
14. Red est engagé (Red's New Job)
15. Au feu ! (Burning Down the House)
16. La Première Fois (The First Time)
17. C'est la fête (Afterglow)
18. Le Rêve de Kitty (Kitty and Eric's Night Out)
19. Les parents l'apprennent (Parents Find Out)
20. Le Baiser de la mort (Kiss of Death)
21. La Chanson de Kelso (Kelso's Serenade)
22. Jackie tourne la page (Jackie Moves On)
23. Le Jour du Seigneur (Holy Crap)
24. Red exerce son autorité (Red Fired Up)
25. Cat Fight Club (Cat Fight Club)
26. La Face cachée de Donna (Moon Over Point Place)

## Troisième saison (2000-2001)
1. La Main dans le sac (Reefer Madness)
2. Red voit rouge (Red Sees Red)
3. Quelques conseils à l'usage des garçons (Hyde's Father)
4. Trop vieux pour les farces (Too Old to Trick or Treat, Too Young to Die)
5. Le Roller disco (Roller Disco)
6. La Culotte d'Éric (Eric's Panties)
7. Pouponnera, pouponnera pas ? (Baby Fever)
8. La Guerre des barbecues (Jackie Bags Hyde)
9. La Grande Fête de Hyde (Hyde's Christmas Rager)
10. Kelso a un plan (Ice Shack)
11. La Guerre froide (Who Wants It More?)
12. Fez est amoureux (Fez Gets the Girl)
13. Le dernier paiera (Dine and Dash)
14. Sexy Donna (Radio Daze)
15. La Culotte de Donna (Donna's Panties)
16. Week-end romantique (Romantic Weekend)
17. L'Anniversaire de Kitty (Kitty's Birthday - Is That Today!?)
18. Kelso fait de la psycho (The Trials of Michael Kelso)
19. Éric se lâche (Eric's Naughty No-No)
20. Folle de Fez (Holy Craps!)
21. Fez sort avec Donna (Fez Dates Donna)
22. Le Tatouage d'Éric (Eric's Drunken Tattoo)
23. Le Voyage au Canada (Canadian Road Trip)
24. L'Interview (Backstage Pass)
25. Les Seigneurs de l'anneau (The Promise Ring)

## Quatrième saison (2001-2002)
1. L'Ange d'Éric (It's a Wonderful Life)
2. Éric déprime (Eric's Depression)
3. La Guerre des nerfs (Pinciotti vs. Forman)
4. L'amour est un enfer (Hyde Gets The Girl)
5. Le Sous-sol d'Éric (Bye-Bye Basement)
6. La Rechute (The Relapse)
7. Le Grand Bal (Uncomfortable Ball Stuff)
8. La Nouvelle de Donna (Donna's Story)
9. Éric le mal-aimé (Forgotten Son)
10. Red et Stacey (Red and Stacey)
11. La Troisième Roue du carrosse (The Third Wheel)
12. Le Noël d'Éric Forman (An Eric Forman Christmas)
13. L'Amour ou l'argent (Jackie Says Cheese)
14. La Cousine d'Éric (Eric's Hot Cousin)
15. Le Bal de la tornade (Tornado Prom)
16. Le Rêve de Red (Donna Dates A Kelso)
17. La Saint-Valentin (Kelso's Career)
18. Kelso top-model (Leo Loves Kitty)
19. Le Baiser (Jackie's Cheese Squeeze)
20. Photo de classe (Class Picture)
21. Rira bien qui rira le dernier (Prank Day)
22. Éric part en virée (Eric's Corvette Caper)
23. Les 18 ans de Hyde (Hyde's Birthday)
24. En avant la musique (That '70s Musical)
25. Fausse Alarme (Eric's False Alarm)
26. Tout le monde aime Casey (Everybody Loves Casey)
27. La Corde au cou (Love Wisconsin Style)

## Cinquième saison (2002-2003)
Les titres des épisodes de cette saison sont tous des noms de morceaux du groupe Led Zeppelin.
1. Pour l'amour de Donna (Going to California)
2. Punition (I Can't Quit You Baby)
3. Petites Tromperies entre amis [1/2] (What Is and What Should Never Be [1/2])
4. Cœur brisé [2/2] (Heartbreaker [2/2])
5. Un cadeau empoisonné (Ramble On)
6. Week-end à l'université (Over the Hills and Far Away)
7. L'amour n'a pas de prix (Hot Dog)
8. Thanksgiving (Thank You)
9. Jackie déprime (Black Dog)
10. Une mauvaise note (The Crunge)
11. La Femme de ma vie (The Girl I Love)
12. La Main dans le vase (Misty Mountain Hop)
13. Jackie est jalouse (Your Time Is Gonna Come)
14. Le Bal de la Saint-Valentin (Babe I'm Gonna Leave You)
15. Éric s'émancipe (When the Levee Breaks)
16. Le Pull rose (Whole Lotta Love)
17. Mais où est passé Léo ? (Battle of Evermore)
18. Un emploi pour Éric (Hey Hey What Can I Do)
19. La Présentation aux parents (Bring It On Home)
20. Une bonne action (No Quarter)
21. Fez déprime (Trampled Under Foot)
22. Un rêve très gai [1/2] (You Shook Me [1/2])
23. Une photo compromettante [2/2] (Nobody's Fault But Mine [2/2])
24. Permis de séjour (The Immigrant Song)
25. Diplômes et fantômes (Celebration Day)

## Sixième saison (2003-2004)
Les titres des épisodes de cette saison sont tous des noms de morceaux du groupe The Who.
1. Le Retour de Red (The Kids Are Alright)
2. Red est en manque (Join Together)
3. Le Bus de minuit (Magic Bus)
4. Éric et Kelso se cultivent (The Acid Queen)
5. Un mariage d'amour (I'm Free)
6. Les Cadeaux de mariage (We're Not Gonna Take It)
7. Le Bal du 24 décembre (Christmas)
8. Fichu Destin (I'm A Boy)
9. Kelso patrouille (Young Man Blues)
10. Culture Générale (A Legal Matter)
11. Un prêté pour un rendu (I Can See For Miles)
12. Sally Simpson (Sally Simpson)
13. Une bonne leçon (Won't Get Fooled Again)
14. Histoire de famille (Baby Don't You Do It)
15. Un retour fracassant (Who Are You)
16. Trop belle pour toi (Man With Money)
17. Surprise, surprise (Happy Jack)
18. La Liste de mariage (Do You Think It's Alright?)
19. Balle au centre (Substitute)
20. Emballez, c'est pesé (Squeezebox)
21. Dix-sept heures quinze (5:15)
22. La Malédiction de la robe (Sparks)
23. Un nid douillet (My Wife)
24. Le Mariage (Going Mobile)
25. Avis de recherche (The Seeker)

## Septième saison (2004-2005)
Les titres des épisodes de cette saison sont tous des noms de morceaux du groupe The Rolling Stones.
1. Projets d'avenir (Time Is On My Side)
2. Le Vrai Père de Hyde (Let's Spend The Night Together)
3. Père indigne ((I Can't Get No) Satisfaction)
4. Chacun son boulot ! (Beast of Burden)
5. Les Plaisirs de la vie (It's Only Rock and Roll)
6. Le Monde à l'envers (Rip This Joint)
7. Leçon de séduction (Mother's Little Helper)
8. Angie (Angie)
9. On obtient toujours ce que l'on veut (You Can't Always Get What You Want)
10. La musique adoucit les mœurs (Surprise, Surprise)
11. L'Arbre de Noël (Winter)
12. Jackie se marie (Don't Lie To Me)
13. Le Cadeau (Can't You Hear Me Knocking)
14. Tous au stade (Street Fighting Man)
15. Apparence physique (It's All Over Now)
16. Angie fait ses classes (On With The Show)
17. Retour à la case départ (Down The Road Apiece)
18. Baby blues (Oh, Baby (We Got A Good Thing Goin'))
19. Parrainage difficile (Who's Been Sleeping Here?)
20. L'Avenir d'Éric (Gimme Shelter)
21. Examens d'entrée (2120 So. Michigan Ave)
22. De l'eau dans le gaz (2000 Light Years From Home)
23. Ultimatums en série (Take It Or Leave It)
24. Petites et mignonnes (Short And Curlies)
25. Au revoir Point Place (Till The Next Goodbye)

## Huitième saison (2005-2006)
Les titres des épisodes de cette saison sont tous des noms de morceaux du groupe Queen.
1. Les Dessous de Las Vegas (Bohemian Rhapsody)
2. On a tous besoin d'amour (Somebody to Love)
3. L'Enterrement d'une vie de garçon (You're My Best Friend)
4. Ils ont tout foiré (Misfire)
5. Complètement à l'ouest ! (Stone Cold Crazy)
6. Le Soldat reconnu (Long Away)
7. Arrêtez vos clowneries ! (Fun It)
8. C'est pas l'âge qui compte (Good Company)
9. L'Amour vache (Who Needs You)
10. Tous les moyens sont bons (Sweet Lady)
11. Pour quelques brownies de plus (Good Old Fashioned Lover Boy)
12. La Reine du jour (Killer Queen)
13. Tourner la page (Spread Your Wings)
14. Désaccords (Son And Daughter)
15. Leçon de survie (Keep Yourself Alive)
16. Mon prince charmant (My Fairy King)
17. Les Caprices de l'amour (Crazy Little Thing Called Love)
18. Feu de joie (We Will Rock You)
19. La Vengeance de Jackie (Sheer Heart Attack)
20. Affaires de cœur (Leaving Home Ain't Easy)
21. L'Amour de ma vie (Love Of My Life)
22. La Fin d'une décennie (That '70s Finale)